# 艾尔弗雷德·克努森
艾尔弗雷德·喬治·克努森（英語：Alfred George Knudson，1922年8月9日—2016年7月10日），美国遗传学家，专门从事癌症遗传学研究。他在该领域的贡献包括1971年提出的克努森假说，解释了致癌突变（癌症的发展）。

## 生平
1922年出生在洛杉矶，克努森在1944年于加州理工学院获得学士学位，1947年从哥伦比亚大学获硕士学位，1956年从美国加州理工学院获博士学位。1953年至1954年获古根海姆奖金。从1970年到1976年，克努森在休斯敦得克萨斯大学健康科学中心生物医学科学研究生院担任院长。自1976年以来，他一直是费城福克斯·蔡斯癌症中心职员。
克努森于1998年获拉斯克临床医学研究奖，2004年获京都奖。